# 北部方面システム通信群
北部方面システム通信群（ほくぶほうめんしすてむつうしんぐん、JGSDF Northern Army System Signal Group）は、陸上自衛隊札幌駐屯地（北海道札幌市中央区）に群本部が駐屯する北部方面隊直轄のシステム通信科の編合部隊である。

## 概要
群長は、1等陸佐（二）が充てられ、主任務は北部方面隊内各部隊との通信確保である。また、方面隊内におけるシステム通信に関する事項も任務としており、関係各部隊のシステム通信部門と密接に連携している。
北部方面隊の通信確保のため、群全部が同一駐屯地に所在することはなく、群本部・基地通信部隊本部・野外通信部隊（指揮所通信大隊、中枢交換通信隊）は札幌駐屯地に所在し、師団・旅団司令部所在駐屯地に各基地通信中隊とその管内に所在する全道37個駐（分）屯地に基地通信中隊派遣隊等が点在する。
また、札幌駐屯地に所在する北部方面後方支援隊第101通信直接支援隊が各種整備業務の一端を担っている。
部隊の花はこぶし、シンボルマークとしてイルカを用いている。

## 沿革
北部方面通信隊
- 1960年（昭和35年）1月14日：北部方面通信隊が札幌駐屯地において編成完結。

※ 編成：隊本部および本部付隊、第102基地通信大隊、第102通信運用大隊、第102搬送通信大隊、第301通信支援中隊、各基地通信隊
北部方面通信群
- 1968年（昭和43年）3月1日：北部方面通信群に称号変更。
- 1975年（昭和50年）3月26日：基地通信業務を駐屯地単位方式から地域担任方式に改編（基地通信隊を廃止し、基地通信中隊派遣隊として分派）
- 1994年（平成06年）3月28日：部隊新編。

1. 第101システム管理隊を札幌駐屯地に新編。
2. 北部方面通信群本部付隊（札幌駐屯地）に映像伝送班準備室を立ち上げ[2]。

- 1995年（平成07年）
  - 2月：映像伝送機初飛行。
  - 3月：丘珠駐屯地に映像伝送班の事務室を設置。
- 2000年（平成12年）3月28日：

1. 第301通信支援中隊（札幌駐屯地）を廃止。
2. 後方支援体制変換に伴い、整備部門を北部方面後方支援隊第101通信直接支援隊へ移管。

- 2001年（平成13年）3月26日：部隊改編

1. 第102通信運用大隊、第102搬送通信大隊（札幌駐屯地）を廃止・改編し、第101指揮所通信大隊、第101中枢交換通信隊を札幌駐屯地に新編。
2. 本部中隊映像写真小隊に映像伝送班を編成し、丘珠駐屯地に配置。

- 2004年（平成16年）3月27日：部隊改編

1. 第102基地通信大隊を廃止・改編し、第101基地システム通信大隊を札幌駐屯地に新編。
2. 第101システム管理隊（札幌駐屯地）と第307基地通信中隊（札幌駐屯地）を廃止・改編し、第301基地システム通信中隊に改編。

- 2007年（平成19年）11月：真駒内送信所開局に伴い、月寒送信所を閉鎖。
- 2015年（平成27年）3月26日：自衛隊札幌病院の真駒内駐屯地移転（豊平駐屯地廃止）に伴い、豊平通信所を廃止。

北部方面システム通信群
- 2022年（令和04年）3月17日：北部方面システム通信群に称号変更[1]。

## 部隊編成
特記ないものは札幌駐屯地内に所在している。
- 北部方面システム通信群本部
- 北部方面システム通信群本部中隊「北シ通群-本」
  - 中隊本部
  - 映像写真小隊（札幌駐屯地）
  - 映像写真小隊 空中伝送班（丘珠駐屯地）
  - 教育隊
- 第101基地システム通信大隊
  - 第101基地システム通信大隊本部
  - 第101基地システム通信大隊本部付隊「101基シ通-本」
  - 第301基地システム通信中隊「301基シ通」
  - 第301基地通信中隊（旭川駐屯地）「301基通」
    - 上富良野派遣隊（上富良野駐屯地）
    - 名寄派遣隊（名寄駐屯地）
    - 遠軽派遣隊（遠軽駐屯地）
    - 留萌派遣隊（留萌駐屯地）
    - 稚内派遣隊（稚内分屯地）
    - 礼文派遣隊（礼文分屯地）
    - 多田派遣隊（多田分屯地）
    - 近文台派遣隊（近文台分屯地）
    - 沼田派遣隊（沼田分屯地）

  - 第302基地通信中隊（帯広駐屯地）「302基通」
    - 釧路派遣隊（釧路駐屯地）
    - 美幌派遣隊（美幌駐屯地）
    - 鹿追派遣隊（鹿追駐屯地）
    - 別海派遣隊（別海駐屯地）
    - 足寄派遣隊（足寄分屯地）
    - 標津派遣隊（標津分屯地）

  - 第313基地通信中隊（東千歳駐屯地）「313基通」
    - 北千歳派遣隊（北千歳駐屯地）
    - 島松派遣隊（島松駐屯地）
    - 北恵庭派遣隊（北恵庭駐屯地）
    - 南恵庭派遣隊（南恵庭駐屯地）
    - 静内派遣隊（静内駐屯地）
    - 白老派遣隊（白老駐屯地）
    - 幌別派遣隊（幌別駐屯地）
    - 安平派遣隊（安平駐屯地）
    - 早来派遣隊（早来分屯地）
    - 日高派遣隊（日高分屯地）

  - 第314基地通信中隊（真駒内駐屯地）「314基通」
    - 丘珠派遣隊（丘珠駐屯地）
    - 函館派遣隊（函館駐屯地）
    - 滝川派遣隊（滝川駐屯地）
    - 岩見沢派遣隊（岩見沢駐屯地）
    - 美唄派遣隊（美唄駐屯地）
    - 倶知安派遣隊（倶知安駐屯地）
    - 苗穂派遣隊（苗穂分屯地）
- 第101指揮所通信大隊
  - 第101指揮所通信大隊本部
  - 第101指揮所通信大隊本部付隊「101指通-本」
  - 指揮所通信中隊「101指通-指」
  - 通信支援中隊「101指通-支」
- 第101中枢交換通信隊「101中枢交」

## 整備支援部隊
- 北部方面後方支援隊第101通信直接支援隊「101通直支」（札幌駐屯地）：2000年（平成12年）3月28日から

## 主要幹部
| 官職名                   | 階級    | 氏名     | 補職発令日     | 前職                                             |
| ------------------------ | ------- | -------- | -------------- | ------------------------------------------------ |
| 北部方面システム通信群長 | 1等陸佐 | 宮本真也 | 2024年12月20日 | 陸上自衛隊システム通信・サイバー学校 第2教育部長 |

| 代                       | 氏名                 | 在職期間                                                  | 前職                                                                                      | 後職                                                                           |
| 北部方面通信群長         | 北部方面通信群長     | 北部方面通信群長                                          | 北部方面通信群長                                                                          | 北部方面通信群長                                                               |
| ------------------------ | -------------------- | --------------------------------------------------------- | ----------------------------------------------------------------------------------------- | ------------------------------------------------------------------------------ |
| 01                       | 笠野繁 （2等陸佐）   | 1960年01月14日 - 1961年07月31日                           | 北部方面総監部付                                                                          | 北部方面総監部通信課長                                                         |
| 02                       | 後藤芳尾 （2等陸佐） | 1961年08月01日 - 1964年03月15日                           | 陸上自衛隊幹部学校                                                                        | 北部方面総監部通信課長                                                         |
| 03                       | 滝山周               | 1964年03月16日 - 1967年03月15日 ※1966年1月1日 1等陸佐昇任 | 北部方面通信隊副隊長                                                                      | 通信団本部高級幕僚                                                             |
| 04                       | 鈴木敏通             | 1967年03月16日 - 1969年03月16日                           | 北部方面総監部第3部勤務                                                                   | 陸上幕僚監部第3部勤務                                                          |
| 05                       | 栗原育郎             | 1969年03月17日 - 1971年03月15日                           | 陸上幕僚監部第4部総括班長                                                                 | 陸上自衛隊関西地区補給処副処長                                                 |
| 06                       | 高田克巳             | 1971年03月16日 - 1972年07月16日                           | 陸上自衛隊北海道地区補給処通信部長                                                        | 陸上自衛隊通信補給処補給管理部長                                               |
| 07                       | 松生丯               | 1972年07月17日 - 1974年03月15日                           | 陸上幕僚監部通信課訓練班長                                                                | 陸上自衛隊通信学校付 →1979年4月3日 官吏死亡                                    |
| 08                       | 松浦昇               | 1974年03月16日 - 1976年06月30日                           | 陸上幕僚監部第3部防衛班長                                                                 | 自衛隊大阪地方連絡部長 （陸将補昇任）                                          |
| 09                       | 高橋章二             | 1976年07月01日 - 1978年01月29日                           | 陸上自衛隊通信補給処企画室長                                                              | 陸上自衛隊通信補給処付 →1978年3月25日 停年退官                                 |
| 10                       | 嶌末稔               | 1978年01月30日 - 1979年07月31日                           | 北部方面総監部通信課長                                                                    | 防衛施設庁建設部通信課長                                                       |
| 11                       | 高橋清               | 1979年08月01日 - 1981年06月30日                           | 陸上幕僚監部防衛部運用課 通信班長                                                         | 東部方面総監部装備部長                                                         |
| 12                       | 金子貞資             | 1981年07月01日 - 1983年07月31日                           | 陸上幕僚監部装備部通信電子課 総括班長                                                     | 陸上自衛隊幹部学校研究員                                                       |
| 13                       | 鎌田義伸             | 1983年08月01日 - 1985年02月23日                           | 陸上幕僚監部防衛部運用課 通信班長                                                         | 死去                                                                           |
| 14                       | 齊藤信               | 1985年02月25日 - 1987年07月06日                           | 陸上幕僚監部装備部装備計画課 補給管理班長                                                 | 陸上幕僚監部装備部通信電子課長                                                 |
| 15                       | 中村曉               | 1987年07月07日 - 1989年06月29日                           | 陸上幕僚監部防衛部運用課 通信班長                                                         | 自衛隊岩手地方連絡部長                                                         |
| 16                       | 重村勝弘             | 1989年06月30日 - 1992年03月15日                           | 陸上幕僚監部装備部装備計画課 企画班長                                                     | 陸上幕僚監部防衛部研究課長                                                     |
| 17                       | 古澤齊志             | 1992年03月16日 - 1993年07月31日                           | 東部方面総監部人事部人事課長                                                              | 防衛施設庁建設部通信課長                                                       |
| 18                       | 森口健二郎           | 1993年08月01日 - 1996年07月31日                           | 陸上幕僚監部防衛部運用課 通信班長                                                         | 防衛施設庁建設部通信課長                                                       |
| 19                       | 緒方信之             | 1996年08月01日 - 1998年06月30日                           | 陸上幕僚監部教育訓練部訓練課 教範・教養班長                                               | 自衛隊栃木地方連絡部長                                                         |
| 20                       | 岩切厚               | 1998年07月01日 - 2000年07月31日                           | 陸上幕僚監部防衛部運用課 システム・通信室長                                               | 陸上自衛隊幹部学校主任研究開発官                                               |
| 21                       | 水野博之             | 2000年08月01日 - 2002年07月31日                           | 陸上幕僚監部防衛部運用課 システム・通信室長                                               | 自衛隊千葉地方連絡部長                                                         |
| 22                       | 今井惠治             | 2002年08月01日 - 2005年03月22日                           | 陸上幕僚監部装備部通信電子課 通信器材班長                                                 | 陸上自衛隊補給統制本部通信電子部長                                             |
| 23                       | 滝口龍治             | 2005年03月23日 - 2006年12月05日                           | 陸上幕僚監部防衛部情報通信・研究課 情報通信室勤務                                         | 陸上幕僚監部防衛部情報通信・研究課 情報通信室長                                |
| 24                       | 住谷正仁             | 2006年12月06日 - 2008年11月30日                           | 陸上自衛隊幹部学校教官                                                                    | 陸上自衛隊補給統制本部通信電子部長                                             |
| 25                       | 中内裕               | 2008年12月01日 - 2011年04月18日                           | 陸上自衛隊幹部学校勤務                                                                    | 陸上自衛隊通信学校第1教育部長                                                  |
| 26                       | 堀江祐一             | 2011年04月19日 - 2013年08月21日                           | 陸上幕僚監部人事部募集・援護課 総括班長                                                   | 北部方面総監部人事部長                                                         |
| 27                       | 川村浩和             | 2013年08月22日 - 2015年03月31日                           | 陸上自衛隊研究本部研究員                                                                  | 陸上幕僚監部防衛部情報通信・研究課 情報通信室長                                |
| 28                       | 岡一博               | 2015年04月01日 - 2016年11月30日                           | 陸上自衛隊研究本部研究員                                                                  | 陸上自衛隊補給統制本部通信電子部長                                             |
| 29                       | 井上勝               | 2016年12月01日 - 2019年03月22日                           | 陸上幕僚監部装備計画部通信電子課 総括班長                                                 | 統合幕僚監部指揮通信システム部 指揮通信システム企画課 指揮通信システム開発室長 |
| 30                       | 鈴木実               | 2019年03月23日 - 2021年03月14日                           | 陸上幕僚監部装備計画部通信電子課 総括班長                                                 | 陸上自衛隊通信学校第1教育部長                                                  |
| 末                       | 小林理               | 2021年03月15日 - 2022年03月16日                           | 陸上総隊司令部運用部システム通信課長                                                      | 北部方面システム通信群長                                                       |
| 北部方面システム通信群長 |                      |                                                           |                                                                                           |                                                                                |
| 01                       | 小林理               | 2022年03月17日 - 2023年08月01日                           | 北部方面通信群長                                                                          | 守山駐屯地業務隊長                                                             |
| 02                       | 巽直也               | 2023年08月01日 - 2024年12月19日                           | 統合幕僚監部指揮通信システム部 指揮通信システム企画課勤務 兼 自衛隊指揮通信システム隊勤務 | 統合幕僚監部指揮通信システム部 指揮通信システム企画課勤務                      |
| 03                       | 宮本真也             | 2024年12月20日 -                                          | 陸上自衛隊システム通信・サイバー学校 第2教育部長                                          |                                                                                |

## 廃止（改編）部隊
- 2000年（平成12年）3月28日廃止
  - 第301通信支援中隊：
- 2001年（平成13年）3月26日廃止
  - 第102通信運用大隊：第101指揮所通信大隊、第101中枢交換通信隊に改編。
  - 第102搬送通信大隊：第101指揮所通信大隊、第101中枢交換通信隊に改編。
- 2004年（平成16年）3月27日廃止
  - 第102基地通信大隊：第101基地システム通信大隊に改編。
  - 第101システム管理隊：第307基地通信中隊と統合し、第301基地システム通信中隊に改編。
  - 第307基地通信中隊：第301基地システム通信中隊に改編。